# Канальная
Канальная — железнодорожная станция (тип населенного пункта) в Светлоярском районе Волгоградской области России. Входит в Червлёновское сельское поселение. Основан в 1888-89 годах.
Население — 377 (2010)

## Физико-географическая характеристика
Посёлок расположен в степи на крайнем севере Ергенинской возвышенности, относящейся к Восточно-Европейской равнине, у правого берега реки Червлёная, на высоте около 88 метров над уровнем моря. Посёлок занимает треугольный участок, ограниченный с востока веткой железной дороги, с запада — автодорогой Волгоград — Котельниково, с севера — автодорогой Червлёное — Солянка. Рельеф местности холмисто-равнинный. В окрестностях имеются лесополосы Почвенный покров комплексный: распространены каштановые и светло-каштановые солонцеватые и солончаковые почвы и солонцы (автоморфные).
Географическое положение
По автомобильным дорогам расстояние до областного центра города Волгограда (до центра города) составляет 56 км, до районного центра посёлка Светлый Яр — 36 км.
Климат
Климат континентальный, засушливый, с жарким летом и относительно холодной и малоснежной зимой (согласно классификации климатов Кёппена — Dfa). Среднегодовая температура воздуха положительная и составляет + 8,3 °C. Средняя температура самого холодного января −7,3 °С, самого жаркого месяца июля +24,3 °С. Многолетняя норма осадков — 377 мм. В течение года количество осадков распределено относительно равномерно: наименьшее количество осадков выпадает в марте, апреле (по 24 мм) и октябре (23 мм), наибольшее количество — в июне (38 мм) и декабре (39 мм).

## История
Основан как посёлок при станции Червлёная железнодорожной ветки Царицын — Тихорецкая Владикавказской железной дороги, открытой в 1889 году. Станция Червлёная впервые обозначена на военно-дорожной карте 1888 года. К концу 19-го века станция была переименована в станцию Тундутово по фамилии калмыцкого нойона, владевшего имением вблизи станции.
В 1953 году станция Тундутово переименована в станцию Канальная (в источнике указано «в посёлок Волгодонской», однако в последующем указывается наименование — посёлок станции Канальная). По состоянию на 1971 год — в составе Кировского сельсовета Светлоясркого района. В 1973 году включена в составе Червлёновского сельсовета.

## Население
| 1987 | 2002 |
| ---- | ---- |
| ≈340 | 350  |

| 2010 |
| ---- |
| 377  |

## Инфраструктура
Железнодорожная станция ветки Волгоград—Тихорецкая Волгоградского региона Приволжской железной дороги.

## Транспорт
Автомобильный и железнодорожный транспорт.